# Maxomys alticola
Maxomys alticola is een knaagdier uit het geslacht Maxomys dat voorkomt op Gunung Kinabalu en Gunung Trus Madi in Sabah (Noord-Borneo). Hij leeft van 1070 tot 3360 m hoogte. De kop-romplengte bedraagt 139 tot 176 mm, de staartlengte 128 tot 176 mm, de achtervoetlengte 34 tot 37 mm en de oorlengte 17 tot 22 mm.
M. alticola werd vroeger als een bredere soort gezien: M. inas uit de bergen van het schiereiland Malakka, M. hylomyoides uit de bergen van Sumatra, en M. ochraceiventer uit Borneo werden als ondersoorten gezien. Volgens latere onderzoeken zijn die echter aparte soorten. Het enige echte synoniem van M. alticola is kinabaluensis Chasen, 1937.
Maxomys alticola · Maxomys baeodon · Maxomys bartelsii · Maxomys dollmani · Maxomys hellwaldii · Maxomys hylomyoides · Maxomys inas · Maxomys inflatus · Maxomys moi · Maxomys musschenbroekii · Maxomys ochraceiventer · Maxomys pagensis · Maxomys panglima · Maxomys rajah · Maxomys surifer · Maxomys wattsi · Maxomys whiteheadi